# Paula Hawkins
Paula Hawkins (Salisbury, 26 augustus 1972) is een Brits schrijfster, best bekend om haar bestseller The Girl on the Train.

## Biografie
Paula Hawkins werd in 1972 geboren en groeide op in Salisbury (het huidige Harare in Zimbabwe) in Rhodesië. Ze verhuisde in 1989 op 17-jarige leeftijd naar Londen waar ze filosofie, economie en politiek studeerde aan het Keble College van de universiteit van Oxford. Ze was journaliste voor The Times, werkte aan een aantal publicaties op freelancebasis en schreef ook een financieel adviesboek voor vrouwen, getiteld The Money Goddess. Hawkins schreef een aantal romantische komedieromans onder het pseudoniem Amy Silver en brak in 2015 door onder haar eigen naam met de psychologische thriller The Girl on the Train. Het boek kwam op 1 februari 2015 op nummer één op de In New York Times Fiction Best Sellers of 2015 en stond 16 weken op de eerste plaats. In april waren er al 1,5 miljoen boeken verkocht en in augustus 2016 waren er al naar schatting 11 miljoen boeken wereldwijd verkocht. Ze kwam door de verkoop van haar boek en de filmrechten terecht op The Forbes magazine list op nummer 9 van beste verdienende auteurs met een inkomen van 7,5 miljoen pond.

## Bestseller 60
| Boeken met noteringen in de Nederlandse Bestseller 60 | Jaar van verschijnen | Datum van binnenkomst | Hoogste positie | Aantal weken | Opmerkingen |
| ----------------------------------------------------- | -------------------- | --------------------- | --------------- | ------------ | ----------- |
| Het meisje in de trein                                | 2015                 | 13-05-2015            | 1(2wk)          | 123          |             |
| In het water                                          | 2017                 | 10-05-2017            | 9               | 17           |             |
| Een langzaam smeulend vuur                            | 2021                 | 08-09-2021            | 27              | 2            |             |
| Het blauwe uur                                        | 2024                 | 23-10-2024            | 54              | 2            |             |